# Bachtel (Oberstdorf)
Bachtel (mundartlich: Bachdl) ist ein Gemeindeteil der Marktgemeinde Oberstdorf im bayerisch-schwäbischen Landkreis Oberallgäu.

## Geographie
Der Weiler liegt circa zwei Kilometer westlich des Hauptorts Oberstdorf an der Breitach. Nördlich von Bachtel befindet sich das Geotop des Helvetikum-Aufschluss an der Breitachstraße.

## Ortsname
Der Ortsname bedeutet eigentlich Bachtal und bedeutet somit Tal, das von einem Bach durchflossen wird.

## Geschichte
Bachtel wurde erstmals urkundlich im Jahr 1652 als Flurname mit den Äcker und Heuwachs im Bachtal/Bachtel genannt. 1657 wurde ein Gut mit Stallung im Bachtal genannt. Die Ortschaft an sich entstand vermutlich mit der Vereinödung Tiefenbachs im Jahr 1775. 1875 lässt sich die Siedlung Bachtel erstmals urkundlich mit fünf Gebäuden und 19 Einwohnern nachweisen.

## Baudenkmäler
Siehe: Liste der Baudenkmäler in Bachtel